# Wilhelm Walther (Theologe)

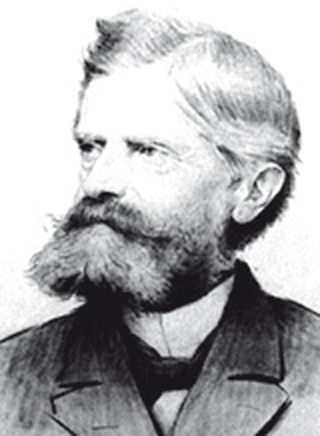
Wilhelm Walther

Wilhelm Marcus Walther (* 7. Januar 1846 in Ritzebüttel; † 24. April 1924 in Gehlsdorf) war ein deutscher lutherischer Theologe und Rektor der Universität Rostock.

## Leben
Wilhelm Walther war der Sohn eines Pastors. Nach dem Schulbesuch des Domgymnasiums in Verden immatrikulierte sich Walther 1865 zum Studium der Theologie an der Universität Erlangen. Es folgten bis 1869 Studienaufenthalte in Marburg, Tübingen und Göttingen. Als Student wurde er Mitglied des Erlanger, Marburger und Göttinger Wingolf. 1870 kehrte Walther nach Ritzebüttel zurück und wurde Pastor adjunctus bei seinem Vater, dessen Pfarrstelle Walther nach drei Jahren übernahm.
Walther erhielt 1895 den Ruf auf die ordentliche Professur für Kirchen- und Dogmengeschichte der Universität Rostock, die er bis zu seiner Emeritierung 1920 innehatte. 1907 wurde Walther für ein Jahr zum Rektor der Universität Rostock gewählt, wo er sich unter anderem mit der Zulassung von Frauen zum Studium auseinandersetzte. 1917 erhielt Walther für seine wissenschaftlichen Leistungen die Ehrendoktorwürde der Philosophischen Fakultäten in Rostock und Leipzig. 1919 war er Gründungsmitglied der Gesellschaft für Kirchengeschichte und seit 1898 Mitglied im Verein für mecklenburgische Geschichte und Altertumskunde.
Am 21. Mai 1878 heiratete er Elsa Bünsow (* 1858), Tochter eines Baumschulbesitzers aus Kiel. Mit ihr hatte er zehn Kinder, darunter der Soziologe Andreas Walther. Seine Tochter Emmy heiratete den Theologen Justus Köberle (1871–1908).

## Werke (Auswahl)
Das Verzeichnis seiner Schriften umfasst 189 Nummern:
- Die deutsche Bibelübersetzung des Mittelalters. 3 Bände. 1889–1892.
- Die eine deutsche Uebersetzung bietenden Psalterien des Mittelalters. In: Zentralblatt für Bibliothekswesen, Jg. 6 (1889), S. 23–27 (online).
- Luthers Glaubensgewißheit. Luther im neuesten römischen Gericht. 1892.
- Adolf Harnacks Wesen des Christentums für die Christliche Gemeinde geprüft. 1901.
- Die christliche Sittlichkeit nach Luther. Das Erbe der Reformation im Kampfe der Gegenwart. 1903.
- Für Luther wider Rom. Handbuch der Apologetik Luthers und der Reformation den römischen Anklagen gegenüber. 1906.
- Lehrbuch der Symbolik: Die Eigentümlichkeiten der vier christlichen Hauptkirchen vom Standpunkt Luthers aus dargestellt. 1924.